# Campionat d'escacs de Bulgària
El Campionat d'escacs de Bulgària, és un torneig d'escacs que serveix per designar el campió nacional d'aquest esport. Es començà a disputar el 1933, i el campionat s'ha anat celebrant anualment des de llavors, amb només uns pocs anys perduts. En els darrers anys, alguns dels millors jugadors búlgars no hi ha pres part, en especial l'exCampió del món Vesselín Topàlov.

## Quadre d'honor masculí
| #  | Any  | Lloc          | Campió masculí                                      | Comentari                                                                           |
| -- | ---- | ------------- | --------------------------------------------------- | ----------------------------------------------------------------------------------- |
| 1  | 1933 | Varna         | Georgy Geshev[1]                                    | Geshev va vèncer en Yury Toshev (4.5 : 3.5) en un matx de desempat                  |
| 2  | 1934 | Sofia         | Georgy Geshev[2]                                    |                                                                                     |
| 3  | 1935 | Rousse        | Georgy Geshev[3]                                    |                                                                                     |
| 4  | 1936 | Sofia         | Georgy Geshev[4]                                    |                                                                                     |
| 5  | 1937 | Sofia         | Oleg Neikirch[5]                                    |                                                                                     |
| 6  | 1938 | Varna         | Oleg Neikirch[6]                                    |                                                                                     |
| 7  | 1940 | Sofia         | Alexander Tsvetkov Oleg Neikirch[7]                 |                                                                                     |
| 8  | 1942 | Sofia         | Yury Toshev[8]                                      |                                                                                     |
| 9  | 1943 | Sofia         | Oleg Neikirch[9]                                    |                                                                                     |
| 10 | 1945 | Sofia         | Alexander Tsvetkov[10]                              | Svetozar Gligoric va guanyar fora de concurs                                        |
| 11 | 1946 | Sofia         | Peter Petrov[11]                                    |                                                                                     |
| 12 | 1947 | Sofia         | Kamen Piskov Yury Toshev[12]                        |                                                                                     |
| 13 | 1948 | Sofia         | Oleg Neikirch Alexander Tsvetkov[13]                |                                                                                     |
| 14 | 1949 | Sofia         | Krstiu Krstev Dimitrov[14]                          |                                                                                     |
| 15 | 1950 | Sofia         | Alexander Tsvetkov[15]                              |                                                                                     |
| 16 | 1951 | Sofia         | Alexander Tsvetkov Nikolay Minev Milko Bobotsov[16] | Tsvetkov va guanyar per davant de Bobotsov i Minev en els play-off de gener de 1952 |
| 17 | 1952 | Sofia         | Zdravko Milev[17]                                   |                                                                                     |
| 18 | 1953 | Sofia         | Nikolay Minev Oleg Neikirch[18]                     |                                                                                     |
| 19 | 1954 | Sofia         | Nikola Padevsky[19]                                 |                                                                                     |
| 20 | 1955 | Sofia         | Nikola Padevsky[20]                                 |                                                                                     |
| 21 | 1957 | Sofia         | Oleg Neikirch[21]                                   |                                                                                     |
| 22 | 1958 | Sofia         | Milko Bobotsov[22]                                  |                                                                                     |
| 23 | 1959 | Sofia         | Vladilen Todorov Popov                              |                                                                                     |
| 24 | 1960 | Sofia         | Zdravko Milev                                       |                                                                                     |
| 25 | 1961 | Sofia         | Zdravko Milev                                       |                                                                                     |
| 26 | 1962 | Sofia         | Nikola Padevsky                                     |                                                                                     |
| 27 | 1963 | Sofia         | Georgi Tringov                                      |                                                                                     |
| 28 | 1964 | Sofia         | Nikola Padevsky[23]                                 | Padevsky va vèncer Atanas Kolarov (2.5 : 1.5) en un matx de desempat                |
| 29 | 1965 | Varna         | Nikolay Minev                                       |                                                                                     |
| 30 | 1966 | Sofia         | Nikolay Minev                                       |                                                                                     |
| 31 | 1968 | Sofia         | Peicho Chanev Peev                                  |                                                                                     |
| 32 | 1969 | Plòvdiv       | Nikola Spiridinov                                   |                                                                                     |
| 33 | 1970 | Sofia         | Lyuben Stoyanov Popov                               |                                                                                     |
| 34 | 1971 | Sofia         | Ivan Radulov                                        |                                                                                     |
| 35 | 1972 | Sofia         | Sarkis Stepn Bohosjan                               |                                                                                     |
| 36 | 1973 | Sofia         | Evgenij Ermenkov                                    |                                                                                     |
| 37 | 1973 | Sofia         | Nino Kirov                                          |                                                                                     |
| 38 | 1974 | Assènovgrad   | Ivan Radulov                                        |                                                                                     |
| 39 | 1975 | Pernik        | Evgenij Ermenkov[24]                                | Torneig-matx: 1. Ermenkov 2. Nikola Spiridonov 3. Nikolai Radev                     |
| 40 | 1976 | Sofia         | Evgenij Ermenkov                                    |                                                                                     |
| 41 | 1977 | Sofia         | Ivan Radulov                                        |                                                                                     |
| 42 | 1978 | Vratza        | Nino Kirov                                          |                                                                                     |
| 43 | 1979 | Sofia         | Evgenij Ermenkov[25]                                | Ermenkov va vèncer Krum Gueorguiev en un matx de desempat.                          |
| 44 | 1980 | Sofia         | Ivan Radulov[26]                                    | Radulov va vèncer en Ventzislav Inkiov (2 : 1) en el matx de desempat               |
| 45 | 1981 | Sofia         | Georgi Tringov                                      |                                                                                     |
| 46 | 1982 | Sofia         | Ventzislav Inkiov[27]                               | Inkiov va vèncer en Valentin Lukov en el matx de desempat                           |
| 47 | 1983 | Pernik        | Dimitar Donchev                                     |                                                                                     |
| 48 | 1984 | Sofia         | Kiril Gueorguiev[28]                                |                                                                                     |
| 49 | 1985 | Sofia         | Georgi Tringov                                      |                                                                                     |
| 50 | 1986 | Sofia         | Kiril Gueorguiev                                    |                                                                                     |
| 51 | 1987 | Elenite       | Petar Velikov                                       |                                                                                     |
| 52 | 1988 | Sofia         | Dimitar Donchev                                     |                                                                                     |
| 53 | 1989 | Sofia         | Kiril Gueorguiev                                    |                                                                                     |
| 54 | 1990 | Sofia         | Vassil Spàssov                                      |                                                                                     |
| 55 | 1991 | Pàzardjik     | Boris Chatalbashev                                  |                                                                                     |
| 56 | 1992 | Bankia        | Atanas Kolev                                        |                                                                                     |
| 57 | 1993 | Pirdop        | Petar Genov                                         |                                                                                     |
| 58 | 1994 | Sofia         | Aleksandr Dèltxev                                   |                                                                                     |
| 59 | 1995 | Sofia         | Vladimir Gueorguiev                                 |                                                                                     |
| 60 | 1996 | Sofia         | Aleksandr Dèltxev                                   |                                                                                     |
| 61 | 1997 | Xumen         | Vassil Spàssov                                      |                                                                                     |
| 62 | 1998 | Dupnitsa      | Boris Chatalbashev                                  |                                                                                     |
| 63 | 1999 | Plòvdiv       | Petar Genov                                         |                                                                                     |
| 64 | 2000 | Assènovgrad   | Vassil Spàssov                                      |                                                                                     |
| 65 | 2001 | Tsarevo       | Aleksandr Dèltxev[29]                               |                                                                                     |
| 66 | 2002 | Sofia         | Marijan Petrov                                      |                                                                                     |
| 67 | 2003 | Sofia         | Vassil Spàssov[30]                                  |                                                                                     |
| 68 | 2004 | Sofia         | Ivan Txeparínov[31]                                 |                                                                                     |
| 69 | 2005 | Pleven        | Ivan Txeparínov[32]                                 |                                                                                     |
| 70 | 2006 | Svilengrad    | Valentin Iotov[33]                                  |                                                                                     |
| 71 | 2007 | Pernik        | Boris Chatalbashev[34][35]                          |                                                                                     |
| 72 | 2008 | Plòvdiv       | Vassil Spàssov                                      |                                                                                     |
| 73 | 2009 | Blagòevgrad   | Dejan Bojkov                                        |                                                                                     |
| 74 | 2010 | Kiustendil    | Boris Chatalbashev                                  |                                                                                     |
| 75 | 2011 | Bankia        | Julian Radulski[36]                                 |                                                                                     |
| 76 | 2012 | Panagyurishte | Ivan Txeparínov                                     |                                                                                     |
| 77 | 2013 | Bankia        | Kiril Gueorguiev[37]                                |                                                                                     |
| 78 | 2014 | Kozloduy      | Kiril Gueorguiev[38]                                |                                                                                     |
| 79 | 2015 | Pleven        | Kiril Gueorguiev[39]                                |                                                                                     |
| 80 | 2016 | Pleven        | Momchil Nikolov                                     |                                                                                     |
| 81 | 2017 | Montana       | Marian Petrov                                       |                                                                                     |
| 82 | 2018 | Kozloduy      | Ivan Cheparinov                                     |                                                                                     |
| 83 | 2019 | Kozloduy      | Alexander Delchev                                   |                                                                                     |
| 84 | 2020 | Sofia         | Martin Petrov                                       |                                                                                     |
| 85 | 2023 | Sofia         | Kiril Gueorguiev                                    |                                                                                     |

## Quadre d'honor femení
| #  | Any  | Lloc           | Campiona femenina                           |
| -- | ---- | -------------- | ------------------------------------------- |
| 1  | 1951 |                | Antonia Ivanova                             |
| 2  | 1952 |                | Antonia Ivanova                             |
| 3  | 1953 |                | Venka Asenova                               |
| 4  | 1954 |                | Antonia Ivanova                             |
| 5  | 1955 |                | Paunka Todorova                             |
| 6  | 1956 |                | Venka Asenova                               |
| 7  | 1957 |                | Antonia Ivanova                             |
| 8  | 1958 |                | Antonia Ivanova                             |
| 9  | 1960 |                | Venka Asenova                               |
| 10 | 1961 |                | Venka Asenova                               |
| 11 | 1962 |                | Venka Asenova                               |
| 12 | 1963 |                | Venka Asenova                               |
| 13 | 1964 |                | Paunka Todorova                             |
| 14 | 1965 |                | Venka Asenova                               |
| 15 | 1966 |                | Venka Asenova                               |
| 16 | 1967 |                | Antonia Ivanova                             |
| 17 | 1968 |                | Antonina Gueorguieva                        |
| 18 | 1969 |                | Venka Asenova                               |
| 19 | 1970 |                | Antonina Gueorguieva                        |
| 20 | 1971 |                | Antonina Gueorguieva                        |
| 21 | 1972 |                | Vesmina Shikova                             |
| 22 | 1973 |                | Evelina Trojanska                           |
| 23 | 1974 |                | Tatjana Lematschko                          |
| 24 | 1975 |                | Tatjana Lematschko                          |
| 25 | 1976 |                | Borislava Borisova-Ornstein                 |
| 26 | 1977 |                | Antonina Gueorguieva                        |
| 27 | 1978 |                | Tatjana Lematschko                          |
| 28 | 1979 |                | Tatjana Lematschko                          |
| 29 | 1980 |                | Rumiana Bojadjieva-Gocheva                  |
| 30 | 1981 |                | Tatjana Lematschko                          |
| 31 | 1982 | Sofia          | Rumiana Bojadjieva-Gocheva Margarita Voiska |
| 32 | 1983 |                | Margarita Voiska                            |
| 33 | 1984 |                | Rumiana Bojadjieva-Gocheva Margarita Voiska |
| 34 | 1985 |                | Marlen Petrova                              |
| 35 | 1986 |                | Stefka Savova                               |
| 36 | 1987 | Sofia          | Rumiana Bojadjieva-Gocheva                  |
| 37 | 1988 |                | Ruzka Genova                                |
| 38 | 1989 | Sofia          | Rumiana Bojadjieva-Gocheva                  |
| 39 | 1990 |                | Vera Peicheva                               |
| 40 | 1991 | Bankia         | Rumiana Bojadjieva-Gocheva                  |
| 41 | 1992 | Pernik         | Maja Koen                                   |
| 42 | 1993 |                | Pavlina Chilingirova                        |
| 43 | 1994 |                | Maja Koen                                   |
| 44 | 1995 |                | Antoaneta Stéfanova                         |
| 45 | 1996 |                | Maria Velcheva                              |
| 46 | 1997 |                | Maria Velcheva                              |
| 47 | 1998 |                | Margarita Voiska                            |
| 48 | 1999 |                | Maria Velcheva                              |
| 49 | 2000 |                | Maria Velcheva                              |
| 50 | 2001 | Plòvdiv        | Maria Velcheva                              |
| 51 | 2002 | Plòvdiv        | Margarita Voiska                            |
| 52 | 2003 | Sofia          | Margarita Voiska                            |
| 53 | 2004 | Sofia          | Margarita Voiska                            |
| 54 | 2005 | Veliko Tarnovo | Liubka Gueorguieva-Genova                   |
| 55 | 2006 | Svilengrad     | Margarita Voiska                            |
| 56 | 2007 | Pernik         | Margarita Voiska[35]                        |
| 57 | 2008 | Plòvdiv        | Elitsa Raeva                                |
| 58 | 2009 | Dupnitsa       | Margarita Voiska                            |
| 59 | 2010 | Dupnitsa       | Margarita Voiska                            |
| 60 | 2011 | Bankia         | Adriana Nikolova                            |
| 61 | 2012 | Panagyurishte  | Iva Videnova                                |
| 62 | 2013 | Bankia         | Iva Videnova                                |
| 63 | 2014 | Kozloduy       | Iva Videnova[38]                            |
| 64 | 2015 | Pleven         | Svetla Yordanova[39]                        |
| 65 | 2016 | Pleven         | Elitsa Raeva                                |
| 66 | 2017 | Pleven         | Plantilla:Sortneme                          |
| 67 | 2018 | Centeno        | Victoria Radeva                             |
| 68 | 2019 | Centeno        | Victoria Radeva                             |
| 69 | 2020 | Sofia          | Beloslava Krasteva                          |
| 70 | 2023 | Sofia          | Victoria Radeva                             |

## Campions d'escacs per correpondència de Bulgària
| #   | Anys      | Campió                             |
| --- | --------- | ---------------------------------- |
| 01. | 1960-1961 | Georgi Popov                       |
| 02. | 1961-1962 | Aleksandr Ivanov                   |
| 03. | 1962-1963 | Dobrotich Andreev                  |
| 04. | 1963-1965 | Aleksandr Kiprov - Ljuben Penchev  |
| 05. | 1965-1966 | Dobrotich Andreev                  |
| 06. | 1966-1967 | Georgi Sapundjev                   |
| 07. | 1967-1968 | Demir Demirev                      |
| 08. | 1968-1970 | Nesho Neshev - Ljubomir Piokov     |
| 09. | 1969-1971 | Petar Milkov                       |
| 10. | 1972-1974 | Stefan Sergiev                     |
| 11. | 1975-1976 | Konstantin Konstantinov            |
| 12. | 1977-1978 | Ljubin Radulov                     |
| 13. | 1978-1979 | Konstantin Konstantinov            |
| 14. | 1979-1982 | Atanas Konstantinov                |
| 15. | 1980-1982 | Dimitar Karapchanski - Iván Ivanov |
| 16. | 1982-1984 | Iane Gelemerov                     |
| 17. | 1983-1985 | Martin Marinov                     |
| 18. | 1984-1986 | Tenyo Tenev                        |
| 19. | 1985-1987 | Dimitar Krastanov                  |
| 20. | 1986-1988 | Stoyan Vankov                      |
| 21. | 1987-1989 | Yordan Dimitrov                    |
| 22. | 1988-1990 | Ljuben Fotev                       |
| 23. | 1989-1991 | Nikolai Ninov                      |
| 24. | 1990-1992 | Toncho Demirev                     |
| 25. | 1991-1993 | Ljubomir Kalchev                   |
| 26. | 1992-1994 | Radko Alexandrov                   |
| 27. | 1993-1995 | Sabina Karapchanski                |
| 28. | 1994-1996 | Zia Nuhov                          |
| 29. | 1994-1996 | Rumen Tashkov                      |
| 30. | 1995-1997 | Petar Vassilev                     |
| 31. | 1996-1998 | Rumen Tashkov                      |
| 32. | 1997-1999 | Spas Spasov                        |
| 33. | 1998-2000 | Rumen Tashkov                      |
| 34. | 1999-2001 | Dimitar Kostakiev                  |
| 35. | 2000-2002 | Iskren Dimov                       |
| 36. | 2001-2003 | Ilya Hristov                       |
| 37. | 2002-2004 | Ilya Hristov                       |
| 38. | 2003-2005 | Krasimir Bocher                    |
| 39. | 2004-2006 | Nikolai Kolev                      |
| 40. | 2005-2007 | Aleksander Davidov                 |
| 41. | 2006-2007 | Alexandar Gavazov                  |
| 42. | 2007-2008 | Radko Alexandrov                   |
| 43. | 2008-2010 | Stoyan Petkov                      |
| 44. | 2009-2011 | Dobri Semov                        |
| 45. | 2010-2012 | Borislav Kalchev                   |
| 46. | 2011-2012 | Nikopla Antonov                    |
| 47. | 2012-2014 | Simeon Vinchev                     |
| 48. | 2013-2015 | Vasil Vasilev                      |
| 49. | 2014-2015 | Vasil Vasilev                      |
| 50. | 2015-2016 | Dimitar Todorov                    |
| 51. | 2016-2017 | Alexandar Parushev                 |
| 52. | 2017-2018 | Dobri Semov                        |
| 53. | 2018-2020 | Danail Dimov                       |
| 54. | 2019-2020 | Alexandar Davidov Danail Dimitrov  |
| 55. | 2020-2022 | Plamen Stefanov                    |
| 56. | 2021-2023 | Margarita Bocheva                  |
| 57. | 2022-2023 | Krasimir Alexiev                   |
| 58. | 2023-2024 | Danail Dimitrov                    |